# Pekko

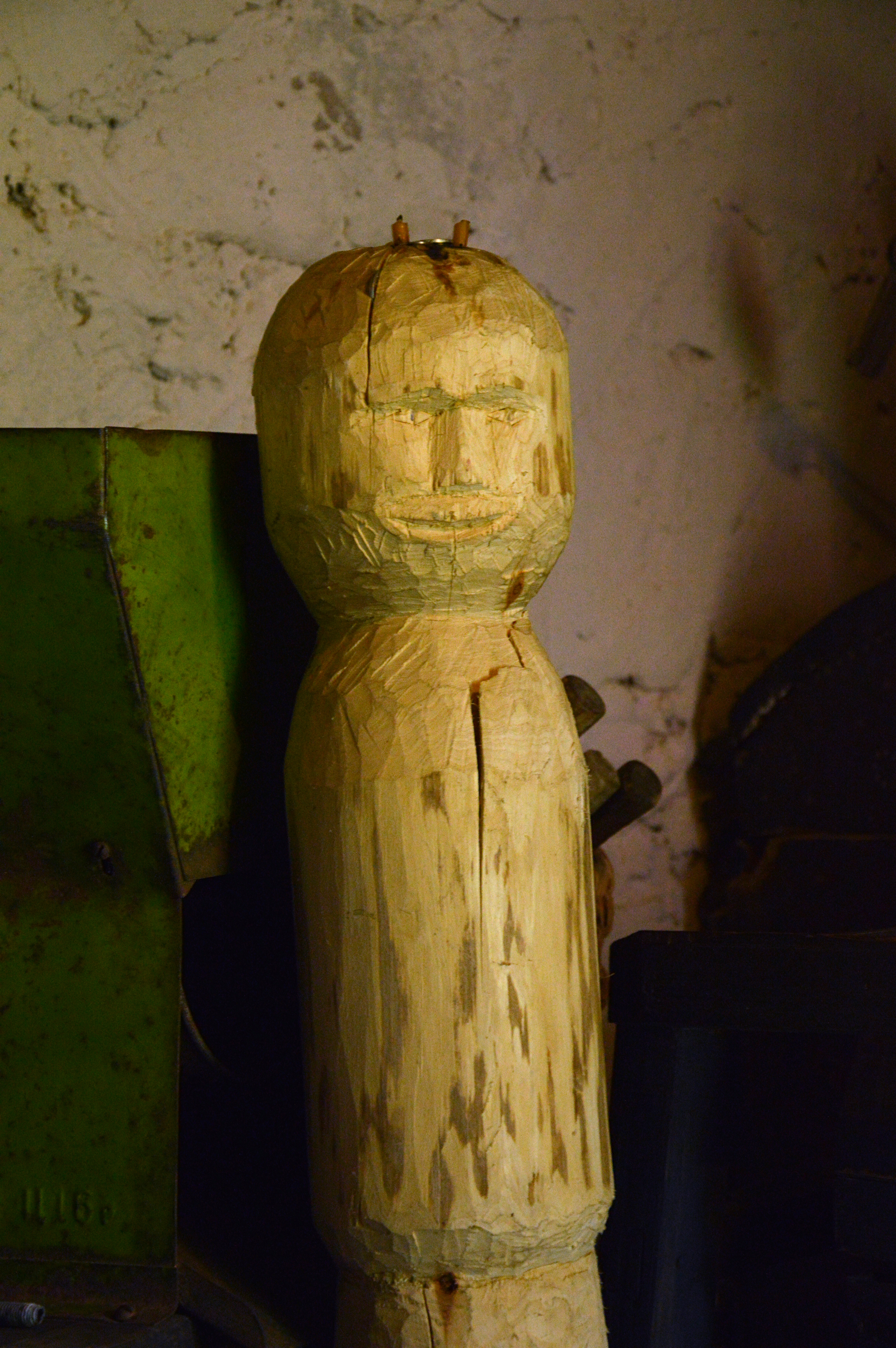

Pekko (in Finse spelling Pekko, Pellon) is een oude Finse en Estlandse god van de gewassen, vooral van gerst en het brouwen ervan.
In Setumaa, tussen Estland en Rusland, dat bewoond wordt door het Setosprekende volk de Seto´s, was de culte van Pekko nog sterk aanwezig tot de 20ste eeuw.
Vandaag de dag, vereren de Seto (een etnische groep Esten in het zuidoosten van het land) Pekko nog steeds als een nationale held en koning, de naam en het figuur worden nog wijdverspreid gebruikt als nationaal symbool.
Hij wordt voor het eerst genoemd door bisschop Agricola in 1551, als god van de Kareliërs.
Pekko wordt soms ook vergeleken met de Estse Pikne (Pitkne), de Baltische Perkunas, en zelfs de christelijke Petrus.